# Charles Coppens
Charles Coppens, né à Gand le 9 novembre 1796 et mort à Saint-Josse-ten-Noode le 26 novembre 1874, est un homme politique belge.

## Fonctions et mandats
- Bourgmestre de Melle et Heusden : 1829-1830
- Bourgmestre de Heusden : 1833-1836
- Membre du Congrès national : 1830-1831
- Membre de la Chambre des représentants de Belgique : 1831-1833
- Colonel commandant de la garde civique de Gand : 1831-1848
- Président de la commission de sûreté publique de Gand : 1831

## Sources
- Carl BEYAERT, Biographies des membres du Congrès national, Bruxelles, 1930, p. 44
- Oscar COOMANS DE BRACHÈNE, État présent de la noblesse belge. Anuaire de 1986, Brussel, 1986
- J.L. DE PAEPE & Ch. RAINDORF-GERARD, Le Parlement belge 1831-1894. Données biographiques, Bruxelles, Commission de la biographie nationale, 1996, pp. 44–45

- COPPENS Charles (1796-1874)